# Seu Car
Seu Car (en llatí Seius Carus) va ser un magistrat romà fill de Fascià, que va viure al segle iii.
Era prefecte de la ciutat a Roma, i va ser executat per ordre d'Elagàbal amb l'acusació que havia instigat un motí entre els soldats aquarterats al mont Albà. Però en realitat va ser detingut per apoderar-se de les seves riqueses. Va ser portat a judici al palau imperial, i no es va presentar cap més acusador ni evidencia que la paraula de l'emperador.